# Fruhstorferia subvittata
Fruhstorferia subvittata är en skalbaggsart som beskrevs av Eugène Benderitter 1922. 
Fruhstorferia subvittata ingår i släktet Fruhstorferia och familjen Rutelidae. Inga underarter finns listade i Catalogue of Life.